# From Zero
From Zero —en español: «Desde cero»— es el octavo álbum de estudio de la banda Linkin Park, publicado el 15 de noviembre de 2024, a través de Warner Records y Machine Shop. Es el primer álbum de estudio del grupo desde One More Light (2017), y el primero en el que participan la nueva cantante Emily Armstrong de Dead Sara, así como el nuevo baterista de la banda, Colin Brittain. Es el primer álbum de la banda en el que no cuentan con el vocalista Chester Bennington debido a su muerte en 2017, ni con el baterista y miembro fundador Rob Bourdon debido a su renuncia de la banda.
La banda lanzó cuatro sencillos del álbum se lanzaron antes de su debut: «The Emptiness Machine», «Heavy Is the Crown», «Over Each Other» y «Two Faced». From Zero recibió críticas generalmente favorables y fue un éxito comercial, alcanzando el número uno en las listas de éxitos de más de 10 países. La gira de presentación del álbum From Zero World Tour comenzó en septiembre de 2024 y finalizará en noviembre de 2025.
Una edición de lujo del álbum se presentó el 27 de marzo de 2025, coincidiendo con el lanzamiento del sencillo «Up from the Bottom». El lanzamiento de la edición de lujo de From Zero está previsto para el 16 de mayo de 2025.

## Antecedentes
El 30 de marzo de 2024 en una entrevista radial con KCAL-FM, el cantante de la banda Orgy, Jay Gordon, despertó rumores de un regreso de Linkin Park al afirmar que había escuchado que habían reclutado una nueva cantante mujer. El comentario se divulgó por los medios y Gordon tuvo que aclarar posteriormente en sus redes sociales que sus palabras se habían «tomado fuera de contexto» y que él no sabía nada sobre la situación. Al mes siguiente, Billboard informó que WME, la agencia de talentos que representa a Linkin Park, estaba estudiando ofertas para una posible gira de reunión y para encabezar fechas de festivales en 2025. El reporte afirmaba que la formación propuesta incluía a Mike Shinoda, Brad Delson, Dave Farrell y una vocalista femenina sin identificar en lugar de Chester Bennington. Posteriormente, en agosto, la banda lanzó una misteriosa cuenta regresiva de 100 horas sin ninguna explicación. Al finalizar las 100 horas, la cuenta se reinició y comenzó a contar desde cero junto con la publicación de un mensaje críptico: «Es solo cuestión de tiempo». Los números 00:09:05 presentaron distorsiones y esto llevó a especulación por parte de los fanáticos que más tarde fue confirmada al revelarse un anuncio importante para el 5 de septiembre (9/5 en inglés estadounidense). Además, los miembros del club de fanes oficial, Linkin Park Underground, recibieron por correo electrónico la invitación a un evento especial a realizarse en la ciudad de Los Ángeles durante el mismo día del anuncio.
El 5 de septiembre Linkin Park anunció From Zero después de una actuación transmitida en directo por YouTube con varias canciones, incluyendo su sencillo principal «The Emptiness Machine». Simultáneamente, la banda confirmó a Emily Armstrong de Dead Sara como la nueva vocalista principal de la banda y a Colin Brittain en la batería ante la salida de Rob Bourdon.  También se reveló una gira de seis fechas en estadios de cuatro continentes para promocionar el álbum. En entrevistas con los medios, Shinoda afirmó que el título del álbum tiene un doble sentido: se refiere tanto al grupo comenzando nuevamente de cero así como al nombre original que la banda tenía a fines de los 90, Xero. El 22 de septiembre la banda interpretó una nueva canción, «Heavy Is the Crown», durante un concierto en Alemania. Dos días después se publicó como el segundo sencillo del álbum y además se anunció que sería tema principal del Campeonato Mundial de League of Legends organizado por Riot Games. Una versión alternativa de la canción fue incluida también en la banda sonora de la segunda temporada de Arcane, serie animada ambientada en el universo del videojuego. El tercer sencillo, «Over Each Other», se publicó el 24 de octubre con un video musical dirigido por Joe Hahn en Corea del Sur. A comienzos de noviembre, la banda organizó diversos eventos internacionales para que algunos de sus seguidores pudieran escuchar el álbum de manera anticipada en la semana anterior al estreno. El 13 de noviembre el cuarto sencillo, «Two Faced», se publicó por sorpresa junto con un video musical.

## Composición
Musicalmente, a From Zero se lo describió como nu metal, rock alternativo, metal alternativo, pop rock, rap rock y rock electrónico. Rishi Shah de NME consideró al trabajo como «posiblemente el mayor álbum de regreso en la historia reciente del rock». Tom Morgan de la revista Clash señaló que el álbum «se inspira de todas las épocas de la banda».

## Gira

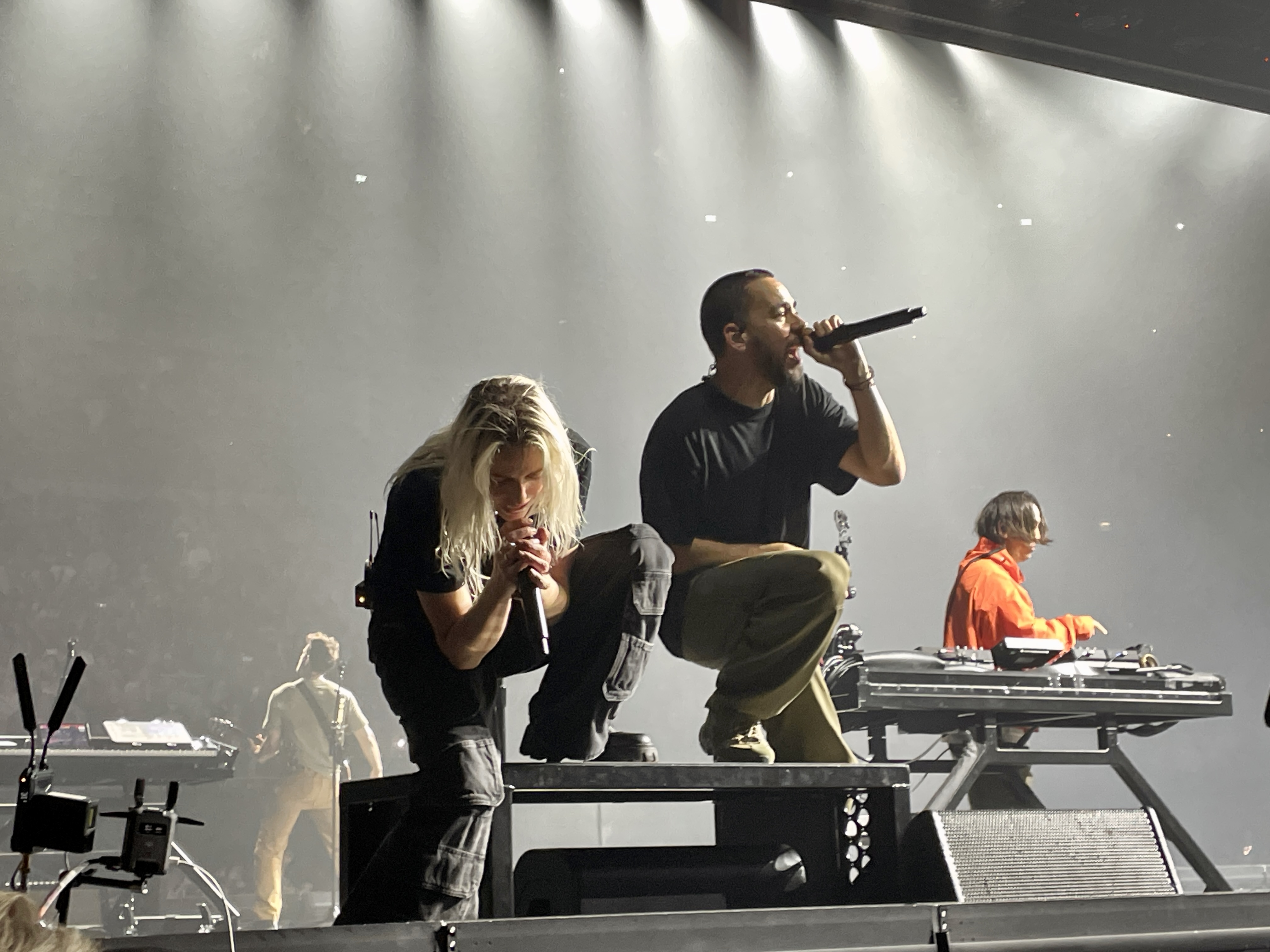
Linkin Park en el escenario del O2 Arena de Londres el 24 de septiembre de 2024.

A finales de 2024, la banda realizó una gira por Estados Unidos, Alemania, Reino Unido, Francia, Corea del Sur, Colombia y Brasil. La gira From Zero World Tour comenzó en el Kia Forum de Inglewood, California el 11 de septiembre de 2024, seis días después del concierto en que anunciaron su regreso, y concluyó en el Allianz Parque de São Paulo el 16 de noviembre de 2024. La gira inicial de 2024 destacó por el debut en vivo de los nuevos sencillos del álbum, «The Emptiness Machine», «Heavy Is the Crown», «Over Each Other» y también otro tema nuevo, «Casualty». La banda además interpretó dos canciones de su sexto álbum, The Hunting Party, por primera vez en vivo, «Keys to the Kingdom» y «All For Nothing», esta última con la actuación de Page Hamilton de Helmet en el escenario.
El 7 de septiembre de 2024, el guitarrista líder Brad Delson anunció que no participaría de las giras con el grupo y que en su lugar sería Alex Feder quien asumiría el rol de guitarrista durante los conciertos. Delson también confirmó que continuaría colaborando creativamente con la banda, prefiriendo el trabajo detrás de escenas. En una entrevista de radio, Shinoda comentó que las razones de Delson tenían que ver con su salud mental y que «Brad no disfruta del estilo de vida de giras y espectáculos en vivo».

## Lista de canciones
Todas las canciones escritas y compuestas por Linkin Park, excepto cuando se mencione. 
| N.º   | Título                  | Escritor(es)                                             | Duración |  |
| 1.    | «From Zero (Intro)»     |                                                          | 0:22     |  |
| 2.    | «The Emptiness Machine» |                                                          | 3:10     |  |
| 3.    | «Cut the Bridge»        | Linkin Park, Bea Miller y Nick Long                      | 3:48     |  |
| 4.    | «Heavy Is the Crown»    | Linkin Park y Mike Elizondo                              | 2:47     |  |
| 5.    | «Over Each Other»       | Linkin Park, Jon Green y Matias Mora                     | 2:50     |  |
| 6.    | «Casualty»              |                                                          | 2:20     |  |
| 7.    | «Overflow»              | Linkin Park, Mike Elizondo, Jaten Dimsdale y Jake Torrey | 3:31     |  |
| 8.    | «Two Faced»             |                                                          | 3:03     |  |
| 9.    | «Stained»               | Linkin Park y Cal Shapiro                                | 3:05     |  |
| 10.   | «IGYEIH»                | Linkin Park y Nick Long                                  | 3:29     |  |
| 11.   | «Good Things Go»        | Linkin Park y Jake Torrey                                | 3:29     |  |
| 31:54 |                         |                                                          |          |  |

| Edición de lujo |                                |          |  |
| N.º             | Título                         | Duración |  |
| 12.             | «Up from the Bottom»           | 3:03     |  |
| 13.             | «Unshatter»                    | 3:16     |  |
| 14.             | «Let You Fade»                 | 3:29     |  |
| 15.             | «The Emptiness Machine» (Live) | 3:18     |  |
| 16.             | «Heavy Is the Crown» (Live)    | 3:26     |  |
| 17.             | «Over Each Other» (Live)       | 2:53     |  |
| 18.             | «Casualty» (Live)              | 2:56     |  |
| 19.             | «Two Faced» (Live)             | 3:58     |  |
| 58:13           |                                |          |  |

| Digital expanded edition |                                                                                        |          |  |
| N.º                      | Título                                                                                 | Duración |  |
| 12.                      | «The Emptiness Machine» (Directo desde Burbank, California el 5 de septiembre de 2024) | 3:16     |  |
| 13.                      | «Heavy Is the Crown» (Directo desde Londres, Inglaterra el 24 de septiembre de 2024)   | 3:25     |  |
| 14.                      | «Over Each Other» (Live from Paris, France on 3 de noviembre de 2024)                  | 2:52     |  |
| 41:27                    |                                                                                        |          |  |

Notas
- «IGYEIH» es un acrónimo para «I Give You Everything I Have»

## Personal
Linkin Park
- Emily Armstrong: voz principal
- Colin Brittain: batería y percusión
- Brad Delson: guitarra principal; coros
- Dave «Phoenix» Farrell: bajo, coros
- Joe Hahn: samples, coros y programación
- Mike Shinoda: voz, teclado, guitarra rítmica y coros